# Pyrrhocoris
A Pyrrhocoris a rovarok (Insecta) osztályának a félfedelesszárnyúak (Hemiptera) rendjébe, ezen belül a poloskák (Heteroptera) alrendjébe és a címerespoloska-alkatúak (Pentatomomorpha) alrendágba és a verőköltő poloskák (Pyrrhocoridae) családjába tartozó nem.

## Rendszerezés
A nembe az alábbi fajok tartoznak:
- Verőköltő bodobács (Pyrrhocoris apterus)
- Pyrrhocoris marginatus
- Pyrrhocoris niger
- Pyrrhocoris sibiricus
- Pyrrhocoris sinuaticollis